# Bahnhof Bad Orb
Der Bahnhof Bad Orb war der Endbahnhof der Bad Orber Kleinbahn und dient heute in derselben Funktion einer touristischen Schmalspurbahn. Seine Lagegunst in der Stadtmitte ermöglicht in Verbund mit dem sich unmittelbar daneben befindlichen zentralen Omnibusbahnhof eine optimale Anbindung von innenstädtischem Geschäftsbereich und Kureinrichtungen an den öffentlichen Personenverkehr. Kein anderer Bahnhof im Main-Kinzig-Kreis besitzt eine derart günstige zentrale Lage.

## Bahnhof

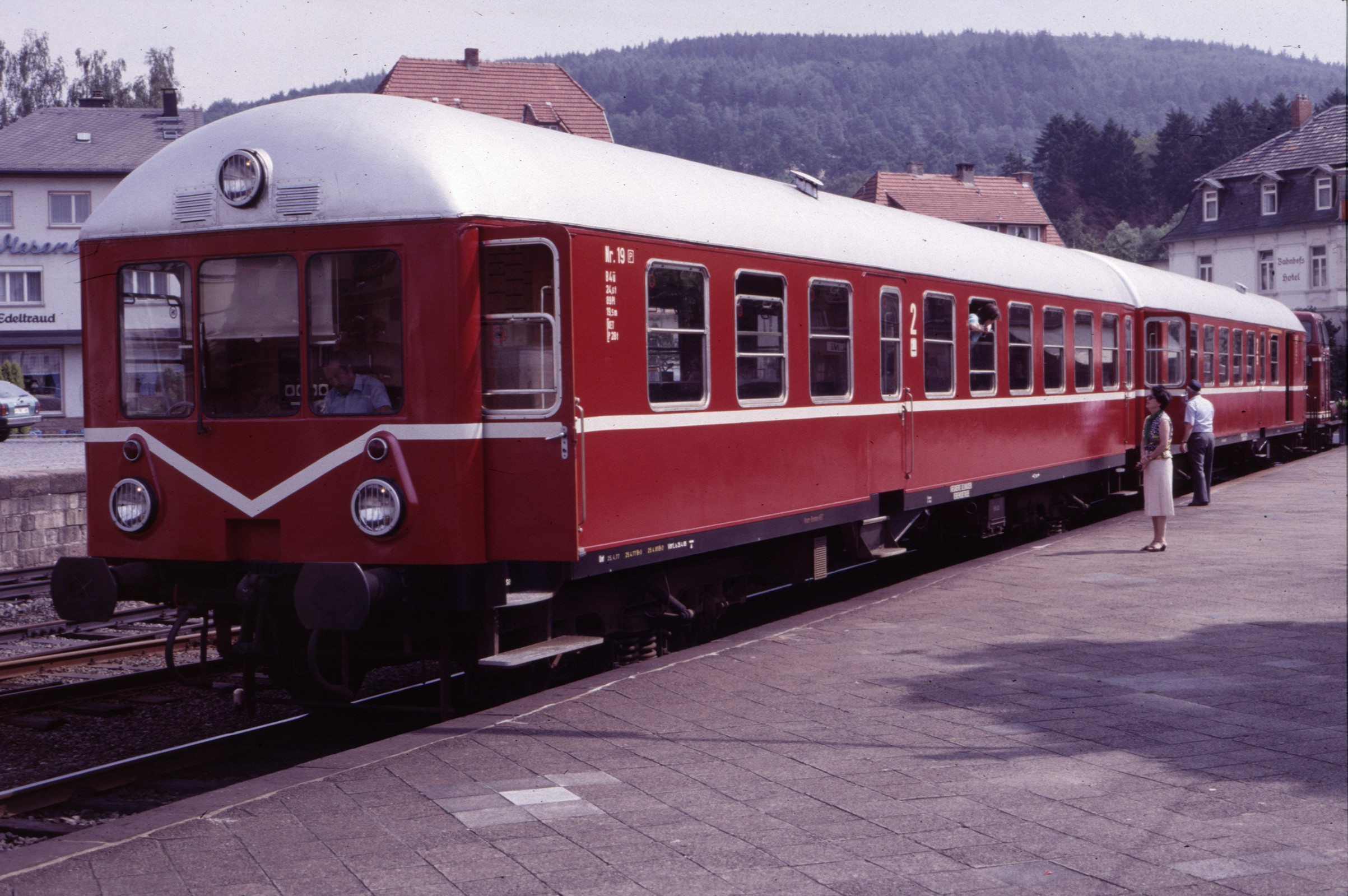
Normalspuriger Personenzug mit Steuerwagen im Bahnhof Bad Orb (1984)

Der Bahnhof war von 1901 bis 1911 und von 1921 bis 1995 Endbahnhof (Kopfbahnhof) der normalspurigen Kleinbahn von Wächtersbach nach Bad Orb. In den dazwischen liegenden Jahren, in denen die Strecke bis zum Truppenübungsplatz „Wegscheide“ führte, war er Durchgangsbahnhof.
Nachdem der Betrieb auf der Strecke 1995 eingestellt worden war, wurde sie nach einigen Jahren auf 600-mm-Schmalspur umgespurt und 2001 zusammen mit dem Bahnhof wieder in Betrieb genommen.

## Bahnanlagen

### Empfangsgebäude

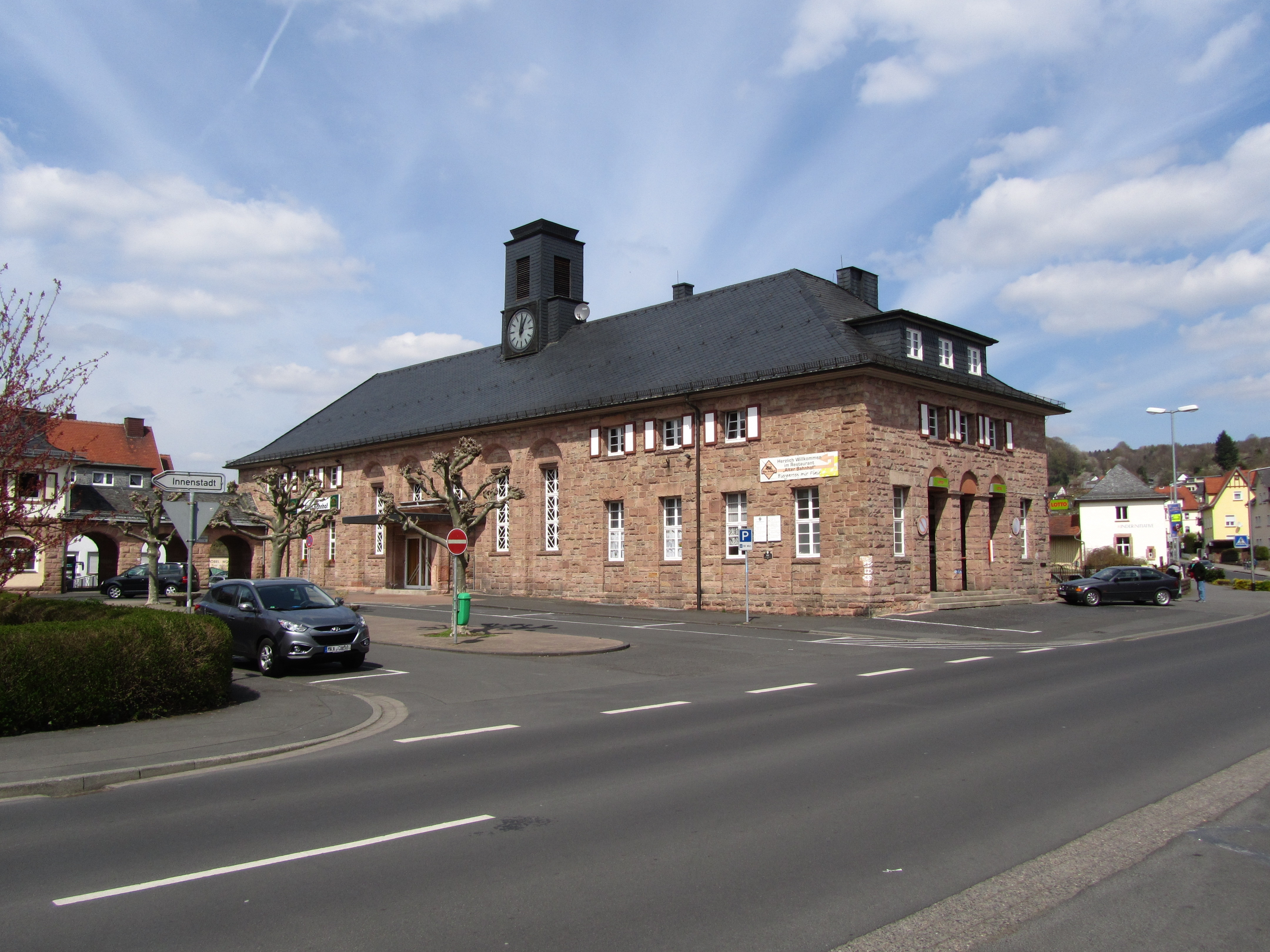
Südansicht des Empfangsgebäudes

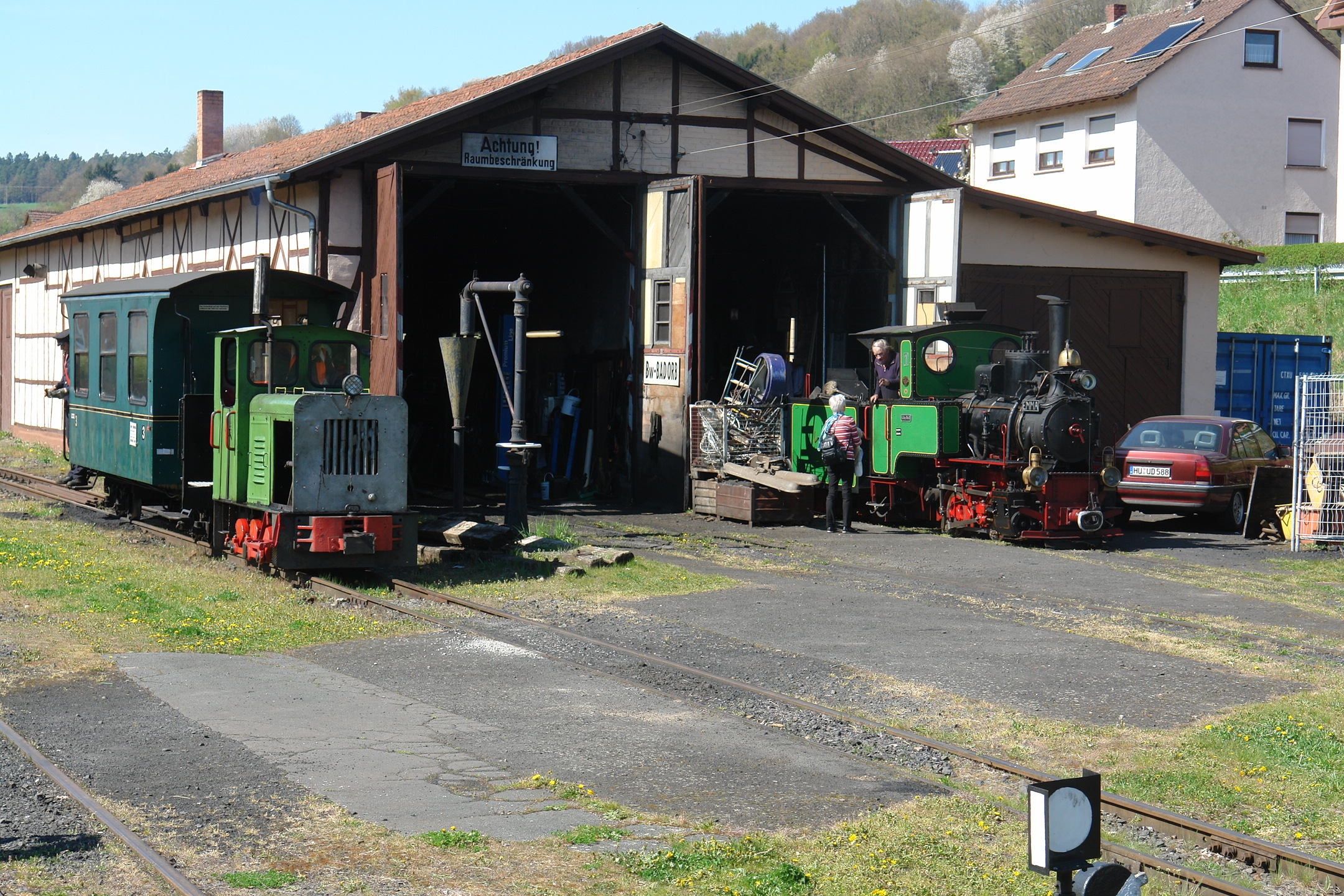
Lokomotivschuppen

Das Empfangsgebäude des Bahnhofs Bad Orb wurde 1925/1926 aus dem örtlichen roten Buntsandstein des Spessarts nach einem Entwurf des Frankfurter Architekten Franz Thyriot und wahrscheinlich unter Bauleitung durch Kreisbaumeister Eduard Goepfert erbaut. Es deutet eine Dreiflügelanlage auf H-förmigem Grundriss an. Stilistisch ist es eine Mischung aus expressionistischen und dem Heimatstil verpflichteten Elementen. Dominiert wird das Gebäude von einem zentralen Uhrturm. Das Innere der Bahnhofshalle (des heutigen Festsaals des Restaurants) stattete der Maler Hans Brasch mit Wandgemälden aus. Die großflächig, auf allen vier Seiten des Saales angelegten Gemälde, stellen die Jahreszeiten, die Orber Heilquellen und die typischen Berufe der Orber Bürger symbolisch dar. Über einen Arkadengang ist das Empfangsgebäude mit den benachbarten Wohnhäusern für Bahnbedienstete verbunden.
Das Gebäude ist ein Kulturdenkmal nach dem Hessischen Denkmalschutzgesetz. Es wird heute als Restaurant genutzt. Vor dem Gebäude erstreckt sich eine kleine Parkanlage.

### Lokomotivschuppen
Der zweiständige Lokomotivschuppen wird heute von der Museumsbahn genutzt. Hier werden die Dampflokomotive „Emma“ sowie ein Salonwagen untergestellt.

### Güterbahnhof
Der Güterbahnhof Bad Orb ist eine Kuriosität: Da mit der Umspurung der Gesamtstrecke nicht alle Gleise im Bahnhof Bad Orb erneuert wurden, gibt es heute ein Gemisch aus Normal- und Schmalspurgleisen im einst umfangreichen Gleisfeld des Bad Orber Bahnhofs.

### Gleise und Betrieb
Im Bahnhof Bad Orb steht für den Museumsverkehr nur noch der Hausbahnsteig an Gleis 1 zur Verfügung. In den Sommermonaten zwischen Ostern und Ende Oktober jeden Jahres verkehrt die Schmalspurbahn „Emma“ sonn- und feiertags zweimal zwischen Bad Orb und dem Bahnhof Wächtersbach durch das Autal.

## Anbindung an den städtischen Verkehr
Vom Bad Orber Busbahnhof, unmittelbar am Bahnhofsgebäude befindlich, fahren die Buslinien 84/85, MKK-80, MKK-81, MKK-82 und MKK-83, welche Verbindungen nach Bad Soden-Salmünster, Flörsbachtal, Jossgrund und Wächtersbach herstellen. Außerdem ist die Stadt von hier aus an das Liniensystem des Vulkanexpress eingebunden, der jährlich von Anfang Mai bis Ende Oktober eingesetzt wird und Rad- und Wandertouristen aus verschiedenen Richtungen zum Hoherodskopf und in den Oberwald des Vogelsbergs bringt.